# The Buckinghams

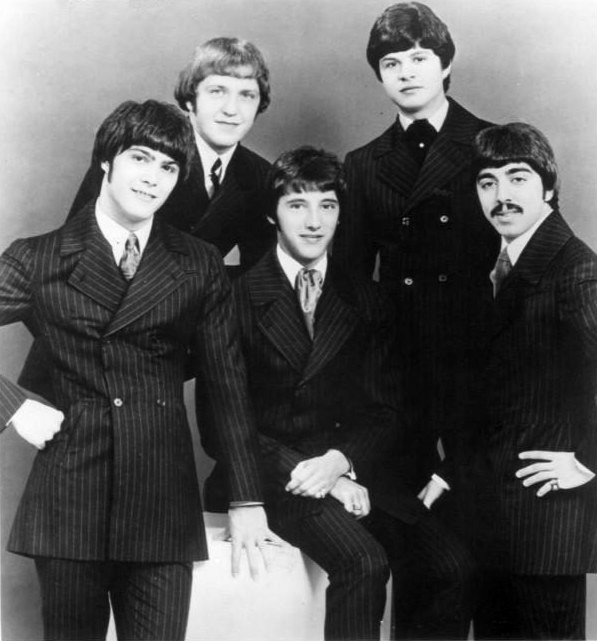
The Buckinghams.

The Buckinghams var en amerikansk popgrupp bildad 1966 i Chicago i Illinois. Dess brittiskt klingande namn kom sig av att man skojade lite med British invasion-yran som rådde. Gruppen bestod från början av Dennis Tufano (sång), Carl Giammarese (gitarr), Nick Fortuna (bas), Dennis Miccolis (keyboard) och John Poulos (trummor).
De fick skivkontrakt på det mindre bolaget USA Records och slog igenom tidigt 1967 med låten "Kind of a Drag". Efter den hitlåten säkrade producenten James William Guercio ett kontrakt åt gruppen på Columbia Records. Ungefär samtidigt ersattes Miccolis av Marty Grebb. På sitt nya bolag fick gruppen fyra stora hitsinglar till: "Don't You Care", "Mercy, Mercy, Mercy", "Hey Baby (They're Playing Our Song)" och "Susan". Gruppens framgång berodde till stor del på att låtskrivaren Jim Holvay gav dem många fina texter att arbeta på. Kännetecknande för deras hitlåtar var också att bleckblåsinstrument ofta förekom.
Framgången fick dock ett abrupt slut redan 1968. Inför gruppens fjärde album släpptes singeln "Back in Love Again" som floppade jämfört med de tidigare låtarna. Senare singlar listnoterades inte alls. Både Grebb och Fortuna lämnade gruppen samma år. 1970 bestämde man sig för att bryta upp.
Sedan 1980-talet har olika versioner av The Buckinghams turnerat med Giammarese och Fortuna som originalmedlemmar. Tufano var även med under 1980-talets början men slutade 1983 för att istället bli soloartist.

## Diskografi

### Album
- Kind of a Drag (1967)
- Time and Charges (1967)
- Portraits (1967)
- In One Ear and Gone Tomorrow (1968)
- A Matter of Time (1985)
- Terra Firma (1998)
- Live and Well (2006)
- Reaching Back (2007
- Standing Room Only (2008)
- The Joy of Christmas (2008)
- Up Close (2010)

### Singlar
- Sweets for My Sweet (1965)
- I'll Go Crazy (1966)
- I Call Your Name (1966)
- I've Been Wrong Before (1966)
- Kind Of A Drag (1966)
- Lawdy Miss Clawdy (1967)
- Summertime (1967)
- Don't You Care (1967)
- Mercy, Mercy, Mercy (1967)
- Hey Baby (They're Playing Our Song) (1967)
- Susan (1967)
- Back In Love Again (1968)
- Where Did You Come From (1968)
- This Is How Much I Love You (1969)
- It's a Beautiful Day (For Lovin') (1969)
- I Got a Feelin (1970)
- Veronica (1985)